# Manuel Pollet
Manuel Pollet (19 juni 2002) is een Belgisch taekwondoka.

## Biografie
Manuel startte in 2008 met taekwondo samen met zijn zus Francesca. Begin 2021 kreeg hij een topsportstatuut.

## Palmares

### WK
- 2023: 1/32-finale - World Championships (Baku) (-87 kg)[1]

### EK
- 2019: 1/8-finale - European Championships (Marina D'Or) (-73 kg)[2]
- 2024: 1/16-finale - European Championships (Belgrade) (-87 kg)

### Open Tournaments
- 2019:  German Open (Hamburg) (-73 kg)[3]
- 2023:  Austrian Open (Innsbruck)  (-87 kg)[4]
- 2023:  Sweden Open (Uppsala)  (+87 kg)
- 2023:  Balkan Cup (Sarajevo)  (+87 kg)[5]
- 2023: Forfait - Europese Spelen 2023 (Krakau) (-87 kg)[6]
- 2025:  Tallinn Open (Tallinn) (+87 kg)[7]
- 2025:  Sweden Open (Kristianstad) (+87)[8]
- 2025:  Luxemburg Open (Luxenburg) (+87)

### Andere
- 2024: Sportman van het jaar (stad Aarschot)[9]